# 吳志剛 (政治人物)
吳志剛（1971年9月9日—），中華民國政治人物，中國國民黨籍，現任臺北市議員，曾任臺北市政府客家事務委員會委員、中國國民黨中央常務委員。

## 經歷
出生於桃園縣中壢市人，畢業於美國菲力狄克森大學管理資訊系統碩士，曾擔任新竹國際商業銀行專案經理。
2006年，首次代表中國國民黨參選台北市議員（中正萬華），當選後連任至今。

## 家族背景
- 祖父吳鴻麟：曾任桃園縣縣長。
- 父親吳伯雄：曾任中國國民黨主席、台北市長、桃園縣縣長。
- 其兄吳志揚：曾任桃園縣縣長。[4]家族於中壢區有深厚地緣關係。[5]

## 私人生活
2023年5月遭週刊直擊與不同女性友人約會。對於此事，吳志剛只回應謝謝大家關懷，這是私人的事，會自行面對處理，浪費社會資源非常抱歉。

## 外部連結
- 吳志剛的Facebook專頁